# パトリック・ナイト
パトリック・ブライアン・ナイト（Paatrick Bryan Knight）こと「Dead Man Laughing」（1968年1月12日 - 2007年6月26日）は、2人を殺害し、テキサス州の死刑囚監房に拘置された人物。
パトリック・ナイトは、殺人事件を起こした時に23歳であり、生涯の三分の一以上を死刑囚として過ごした。16年後、彼の死刑の実行が決定され、彼は世界中の関心を集めることになった。なぜなら彼は、死刑実刑時の最期の言葉としてジョークを語ると予告し、その「辞世のジョーク」を公募するためのコンテストを催したからである。
多くの人がその「辞世のジョーク・コンテスト」は被害者遺族に対して不謹慎であり、単に注目を浴びたいがための策略だと考えた。ナイトは、ジョーク・コンテストによって無礼に振舞いたいのではないと主張し、被害者遺族を刺激する可能性も考慮していた。
ナイトの死刑は2007年6月26日に執行された。ナイトは結局、最期にジョークを言わないことを決意し、その代わりに「死は僕を自由にしてくれる。それは最高のジョークだ。そして僕はその最高のジョークに値する」と述べた。